# 塞雷穆薩阿尼薩莫
塞雷穆薩阿尼薩莫（法語：Séré Moussa Ani Samou De Siékorolé），是馬里的城鎮，位於該國南部，由錫卡索區的揚福利拉省負責管轄，面積552平方公里，海拔高度341米，2009年人口18,088人，人口密度每平方公里32.77人。